# 123. østlige længdekreds
Den 123. østlige længdekreds (eller 123 grader østlig længde) er en længdekreds, der ligger 123 grader øst for nulmeridianen. Den løber gennem Ishavet, Asien, Stillehavet, det Indiske Ocean, Australasien, det Sydlige Ishav og Antarktis.